# Blue Hawaii (filme)
Blue Hawaii (Br: Feitiço Havaiano) é um filme de 1961 estrelado por Elvis Presley, provavelmente é o maior sucesso da carreira de Elvis no cinema.

## Sinopse
Chad Gates é um ex-soldado que após deixar o exército, volta para sua casa no Hawaii. Porém, prefere ter seu próprio sustento como guia de turismo do que conviver com sua mãe e trabalhar com o pai, um magnata do abacaxi.

## Elenco
- Elvis Presley: Chad Gates
- Angela Lansbury: Sarah Lee Gates
- Joan Blackman: Maile Duval
- Pamela Austin: Selena (Sandy)

## Ficha técnica adicional
- Estúdio: Paramount Pictures
- Lançamento: Novembro de 1961

## Prêmios e Indicações

### ASCAP Film and Television Music Awards
- 1990 - Melhor na categoria "Performed Feature Film Standards" pela canção Can't Help Falling In Love (Luigi Creatore, Hugo Peretti e George Weiss);

### Grammy Awards
- 1962 - Indicado como melhor trilha sonora para filme de cinema ou televisão;

### Laurel Awards
- 1962 - Indicado como melhor musical;

### Writers Guild of America
- 1962 - Indicado como melhor roteiro de musical americano (Hal Kanter);